# 乌拉特黄耆
乌拉特黄耆（学名：Astragalus hoantchy）为豆科黄芪属的植物。分布于中国大陆的宁夏、甘肃、内蒙古、青海等地，生长于海拔1,500米至2,250米的地区，见于滩地、水旁、山谷或山坡，目前尚未由人工引种栽培。

## 别名
粗壮黄耆（植物研究）

## 异名
- Astragalus dshimensis Gontsch.
- Astragalus hoantchy Franch. var. dshimensis (Gontsch.) K. T. Fu